# Vejen er lang - om Kvindebevægelsens historie
Vejen er lang - om Kvindebevægelsens historie er en dansk dokumentarfilm fra 2016 instrueret af Mette Knudsen efter eget manuskript.

## Handling
I 2015 er det 100 år siden, danske kvinder opnåede stemmeret. Inspireret af datoen stiller filmen skarpt på kvindebevægelserne i Danmark fra blåstrømper og rødstrømper til queer-feminister og nutidens unge kvinder og mænd.
Der løber en rød tråd mellem det 19. og det 20. århundredes to store kvindebevægelser. Begge kæmper for at opnå formelle rettigheder og for at få retten over deres egen krop. Begge opstår i kølvandet på lignende oprør andre steder i verden. Og begge starter som en lille håndfuld aktivister, der ender med at rejse landsdækkende bevægelser, som skelsættende og for altid ændrer en hel befolknings livsbetingelser juridisk, økonomisk og seksuelt.
Dette er også en personlig film, hvor instruktøren Mette Knudsen 40 år efter begivenhederne sætter den Rødstrømpebevægelse, som hun selv var en del af, ind i et større og nutidigt perspektiv ved at trække 100 års kvindehistorie frem og ved at undersøge, hvor unge kvinder og mænd i dag er på vej hen. Er vi i mål? Eller hvor er vi på vej hen?